# Liste des fonctions spéciales
Il s'agit d'une liste de fonctions spéciales, qui présente différentes fonctions spéciales. On y trouve aussi certains polynômes particuliers.
- Haut – A
- B
- C
- D
- E
- F
- G
- H
- I
- J
- K
- L
- M
- N
- O
- P
- Q
- R
- S
- T
- U
- V
- W
- X
- Y
- Z

## A
- Polynôme d'Abel
- Fonction d'Airy

## B
- Fonction bêta
- Polynôme de Bernoulli
- Fonction de Bessel

## C
- Cosinus elliptique
- Polynôme de Tchebychev

## D
- Fonction digamma

## E
- Intégrale elliptique
- Fonction d'erreur
- Exponentielle intégrale

## G
- Fonction gamma
- Fonction gamma incomplète
- Polynôme de Gegenbauer
- Fonction de Gudermann

## H
- Fonction de Hankel
- Polynôme d'Hermite
- Série hypergéométrique

## J
- Polynôme de Jacobi

## L
- Polynôme de Laguerre
- Polynôme de Legendre
- Logarithme intégral
- Loi normale

## M
- Fonction de Mathieu

## P
- Fonction polygamma

## S
- Sinus cardinal
- Sinus intégral
- Sinus elliptique

## T
- Fonction thêta

## Z
- Fonction zêta de Hurwitz
- Fonction zêta de Riemann